# Parhorasan
Parhorasan is een bestuurslaag in het regentschap Samosir van de provincie Noord-Sumatra, Indonesië. Parhorasan telt 580 inwoners (volkstelling 2010).